# Pietro Novelli

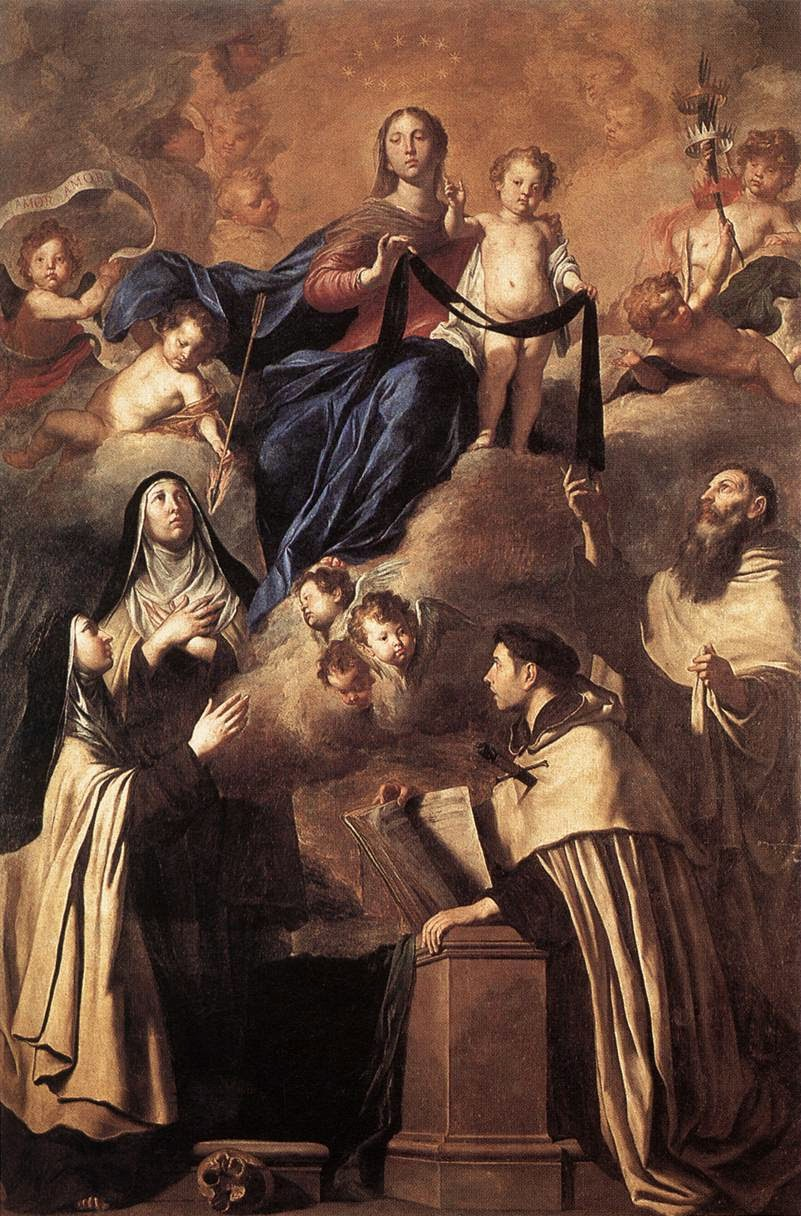
Pietro Novelli, Madonna Karmelitańska ze świętymi (1641)

Pietro Novelli, zw. Il Monrealese (ur. w 1603 w Monreale, zm. w 1647 w Palermo) – włoski malarz okresu baroku.
Malował przede wszystkim obrazy religijne.
Pozostawał pod wpływem Caravaggia i szkoły neapolitańskiej, głównie Ribery. Dużo podróżował po całej Sycylii malując obrazy i projektując budynki, fortyfikacje, biżuterię oraz dekoracje okazjonalne.

## Wybrane dzieła
- Dawid (ok. 1630) – Los Angeles, J. Paul Getty Museum,
- Kain i Abel – Rzym, Galleria Nazionale d’Arte Antica,
- Madonna z Dzieciątkiem w chwale – Boston, Museum of Fine Arts,
- Madonna Karmelitańska ze świętymi (1641) – Palermo, Museo Diocesano,
- Muzyczny spór pomiędzy Apollinem i Marsjaszem (1631-32) – Caen, Musèe des Beaux-Arts,
- Portret młodego mężczyzny (ok. 1630) – St. Petersburg, Ermitaż,
- Św. Agata i św. Piotr – Pommersfelden, Schloss Weissenstein,
- Zaślubiny Marii (1647) – Palermo, San Matteo,
- Zmartwychwstanie – Madryt, Prado.